# Идеальный кристалл
Идеа́льный криста́лл, также соверше́нный криста́лл — модель кристалла совершенной структуры, лишенного всех дефектов строения, которые неизбежны в реально существующих кристаллах. Модель идеального бесконечного кристалла, не содержащего примесей, вакансий, межузельных атомов и дислокаций широко используется в кристаллографии и физике твёрдого тела. Наиболее близки по строению к идеальному кристаллу бездислокационные кристаллы, которые содержат единицы дислокаций на см2 (например, германий, кремний) и нитевидные кристаллы. Некоторых дефектов (например, примесей и межкристаллитных границ) можно избежать в процессе выращивания, отжига или очистки кристалла. Однако, при температурах выше абсолютного нуля в реальных кристаллах обязательно присутствуют вакансии и межузельные атомы, хотя их количество и падает экспоненциально по мере снижения температуры. Кроме таких неизбежных дефектов, реальные кристаллы также ограничены конечностью размеров.
Идеальным также называют реальный кристалл совершенной формы, в которой физически равноценные грани одинаково развиты.